# 塔乞失
阿拉丁·塔乞失（或譯塔凱希），伊爾·阿爾斯朗之子，花剌子模沙阿，於1172年至1200年在位。他在位時與弟弟展開長期內戰，並積極進攻伊朗塞尔柱帝国的剩餘領土、結束後者在伊朗的統治。
在父親病逝後，塔乞失与兄弟苏丹·沙赫爭立，后在西辽幫助下即位。並由於拒絕納貢，重啟對抗西遼與苏丹·沙赫聯軍的內戰，塔乞失控制王國西半、蘇丹·沙赫掌握東半部，花剌子模持續一段約20年的分裂期，直至蘇丹·沙赫過世。
1193年，塔乞失接收弟弟的版圖，花剌子模王國重新統一。同年，他与阿拔斯王朝的哈里發安-納賽爾联盟，在哈馬丹重創塞尔柱末代苏丹图格里尔三世，圖格里爾三世最終在雷伊附近戰敗、被殺；他的首級送给在巴格達的安-納賽爾，塞爾柱帝國也正式消失，版圖併入花剌子模王朝。
后来，塔乞失一度与安-納賽爾反目成仇，他發兵攻打哈里發；哈里发在1198年方承认他是突厥斯坦、呼罗珊及伊拉克苏丹。
1200年，塔乞失過世，由妻子图儿干合敦所生的兒子阿拉烏丁·摩诃末繼位。

## 相關作品
- 成吉思汗 蒼狼與白鹿IV東中亞細亞花剌子模的登場人物—圖希。